# Родово (Браневський повіт)
Родово (пол. Rodowo) — село в Польщі, у гміні Бранево Браневського повіту Вармінсько-Мазурського воєводства.
Населення — 24 особи (2011).
У 1975—1998 роках село належало до Ельблонзького воєводства.

## Демографія
Демографічна структура станом на 31 березня 2011 року:
|          | Загалом | Допрацездатний вік | Працездатний вік | Постпрацездатний вік |
| -------- | ------- | ------------------ | ---------------- | -------------------- |
| Чоловіки | 13      | 2                  | 11               | 0                    |
| Жінки    | 11      | 2                  | 6                | 3                    |
| Разом    | 24      | 4                  | 17               | 3                    |